# Olivier Bakker
Olivier Bakker (Beverwijk, 13 oktober 1997) is een persvoorlichter bij Groenlinks-PvdA en voormalig Nederlandse radio-dj bij NPO 3FM voor PowNed.

## Biografie
Bakker begon op zijn veertiende bij Sleutelstad FM, de lokale omroep in Leiden, waar hij de hitlijst mocht presenteren. Een jaar later stuurde hij een demo naar Rob Stenders, die hem daarop binnenhaalde bij KX Radio, waar hij het programma Oliviert ging maken. Vanaf dat moment wordt hij ook opgenomen in de NPO 3FM DJ School, het opleidingstraject van NPO 3FM. Dit leverde hem uiteindelijk, op zijn achttiende, een plek op bij NPO 3FM, waar hij het nachtprogramma Olivier ging maken voor KRO-NCRV. Het jaar erna volgde het programma Saskia & Olivier, een programma over festivals dat hij samen met Saskia Weerstand presenteerde.. Daarnaast presenteerde hij ook nog steeds in de nacht van NPO 3FM. 
Per zaterdag 25 augustus 2018 is Bakker, namens AVROTROS, in het weekeinde tussen 14:00 en 16:00 uur te horen op NPO 3FM. Op zaterdag presenteerde hij in die uren de publieke hitlijst Mega Top 50 (per 7 september 2019 gewijzigd naar Mega Top 30) en op hetzelfde tijdslot op zondag een programma onder zijn eigen naam. Per eind januari 2022 is de nieuwe uitzenddag van de Mega Top 30 op vrijdagmiddag tussen 16:00 en 18:00 uur. Per 12 september 2022 is de programmering van NPO 3FM wederom gewijzigd en presenteert Olivier samen met Jamie Reuter sindsdien namens Powned elke vrijdagavond tussen 19:00 en 22:00 uur de AvondVrijdagShow. Op 2 september 2022 is de Mega Top 30 voor de laatste keer uitgezonden en per 12 september 2022 geschrapt uit de programmering en opgevolgd door De Verlanglijst. Sedertdien presenteerde Bakker samen met Jamie Reuter namens Powned van maandag t/m vrijdag tussen 22:00 en 01:00 uur het programma "VoorAan". Per 30 augustus 2024 presenteert Bakker dit programma alleen.
Op donderdag 12 september 2024 maakten Olivier Bakker en NPO 3FM bekend dat Bakker, die negen jaar op de publieke popzender was te horen, op vrijdag 27 september 2024 voor de laatste keer is te horen op NPO 3FM. Bakker is sinds 1 oktober 2024 persvoorlichter voor de Tweede Kamerfractie van GroenLinks-PvdA in Den Haag.